# Haggada

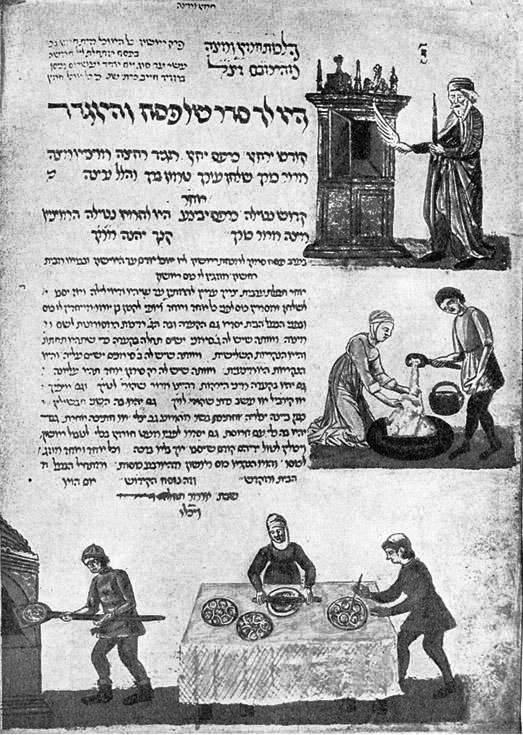
Illustrerad Haggada från 1400-talet som visar förberedelser inför pesach.

Haggada (הגדה) är en textsamling som läses till den judiska påskmåltiden, kallad seder, som skall förrättas i varje judiskt hem under inledningen av den veckolånga judiska påsken (pesach). Haggada omfattar både välsignelser, tacksägelser, berättelser, frågor och sånger och levandegör traditionen om uttåget från träldomen i Egypten. Det är vanligt att alla deltagare får var sitt exemplar av Haggada, så att de kan följa och delta i ceremonin.
Boken är oftast rikt illustrerad, och praktfulla Haggadaböcker från medeltiden betraktas som det bästa inom judisk konst. Men det finnes också numera enkla versioner i tidningar som bilaga till pesach. Både bilder och texter kan se olika ut. Ortodoxa samfund använder originaltexten, medan många icke-ortoxa har sina egna förkortade versioner. Nyare Haggadaböcker anknyter ibland till förintelsen och många anspelar på upprättandet av Israel som judisk stat. Också judisk feminism har fått komma in i enkla moderna Haggadaböcker.